# Charles François Pécrus

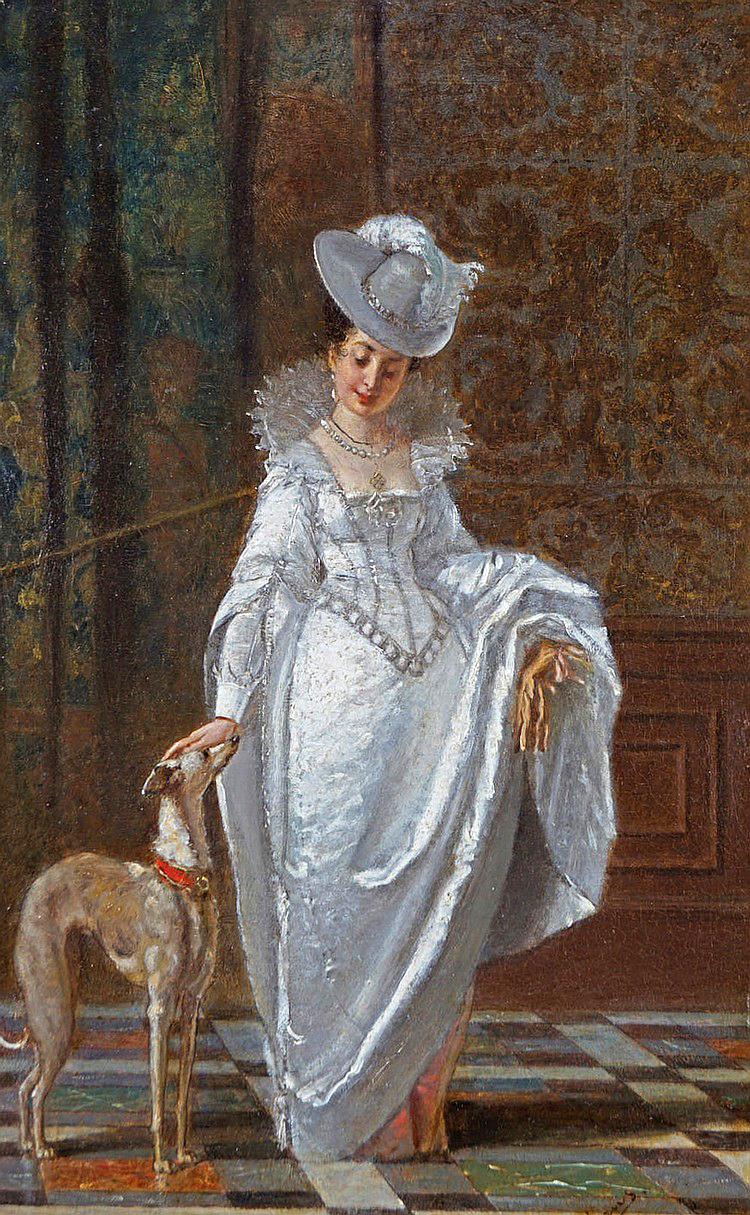
Dame mit dem Windhund

Charles François Pécrus (* 6. Februar 1826 in Limoges; † 10. April 1907 in Paris) war ein französischer Genre-, Landschafts- und Marinemaler.

## Leben
Pécrus begann seine Karriere in Paris bei Ponts-et-Chaussés (Brücken-und-Straßenbau-Amt), wo sein Vorgesetzter seine zeichnerische Begabung bemerkte und ihn zum Studium an einer Kunstschule ermunterte.
Pécrus studierte an der École des beaux-arts de Paris bei Eugène Fichel. Er besuchte auch den Louvre, um Werke alter Meister zu kopieren.
Er stellte ab 1857 im Salon der Société des Artistes Français Innenszenen aus, die ihm Erfolg brachten, darunter „Femmes à la Toilette, Départ pour le Bal“. Er lernte die Maler Eugène Boudin, Johan Barthold Jongkind und Alfred Stevens kennen, die ihn zur Freilichtmalerei ermutigten. Pécrus schloss sich Boudin in Trouville an und entdeckte den Impressionismus.
1865 wurde sein Gemälde „Le jour des nuances“ für die Kunstsammlung des Napoleon III. eingekauft.
Pécrus errichtete sein Atelier an der Rue Fontaine 31, unweit vom Atelier seines Freundes Boudin.
Dem Rat von Jongkind folgend, verwarf Pécrus nach 1870 allmählich die Genremalerei und widmete sich immer mehr der impressionistischen Landschafts- und Marinemalerei. Aber erst um 1885 gab er die Genremalerei fast vollständig auf.
Er malte in der Bretagne und in der Normandie, am Mittelmeer, in Holland und in Venedig, und stellte 1890 im Salon seine Landschaft „Kühe am Ufer des Allier“ aus. 1892 stellte er seine erste Marine „Laveuses sur la Touque“ aus.
Er stellte 1905 zum letzten Mal im Salon aus und malte dann trotz der schwindenden Kräfte bis zu seinem Tod 1907 weiter.